# STS-40
STS-40 var den fyrtioförsta flygningen i det amerikanska rymdfärjeprogrammet, den elfte flygningen med rymdfärjan Columbia. Den sköts upp från Pad 39B vid Kennedy Space Center i Florida den 5 juni 1991. Efter drygt nio dagar i omloppsbana runt jorden återinträdde rymdfärjan i jordens atmosfär och landade vid Edwards Air Force Base i Kalifornien.